# Зігфрід Гауснер
Зі́гфрід Га́уснер (нім. Siegfried Hausner; нар. 24 січня 1952, Зельб, Баварія, Федеративна Республіка Німеччина — пом. 5 травня 1975, в'язниця Штаммгайм, Штутгарт, Федеративна Республіка Німеччина) — західнонімецький терорист, член ліворадикальної терористичної організації «Фракція Червоної Армії» (RAF).

## Життєпис
На початку 1970-х років долучився до Соціалістичного колективу пацієнтів (нім. Sozialistisches Patientenkollektiv; SPK) у Гейдельберзі, що ставив за мету створення безкласового суспільства в боротьбі з «медичним класом» і не виключав насильницьких методів.
19 травня 1972 року Зігфрід Гауснер, Клаус Юшке та Ульріка Майнгоф заклали шість бомб у гамбурзькому офісі видавництва Springer Press. Три заряди не спрацювали, тоді як вибух решти трьох призвели до поранення 17 осіб. Відповідальність за вибух на себе взяла організація «Рух 2 червня». 19 грудня того ж року під час першого судового процесу над Соціалістичним колективом пацієнтів Гауснер був засуджений до трьох років ув'язнення.
Після звільнення у 1974 році, як і велика частина інших членів колективу, вступив до «Фракції Червоної армії».
У 1975 був обраний Зігфрідом Гаагом керівником «Командос Гольгера Майнса» — фактично терористичної групи у складі «Фракції Червоної армії», названої на честь одного з засновників організації Гольгера Майнса, що помер роком раніше внаслідок голодного протесту, влаштованого членами RAF під час ув'язнення.
24 квітня того ж року група влаштувала теракт у посольстві Німеччини у Стокгольмі, захопивши 12 заручників з вимогою звільнити 26 терористів-членів «Фракції Червоної армії». Гауснер, що брав безпосередню участь у теракті, відповідав за монтаж вибухівки. За дванадцять годин після захоплення будівлі вибухівка, 15 кілограмів тротилу, випадково вибухнула. Внаслідок вибуху і подальшого штурму будівлі силовими структурами загинули 2 заручники й один з терористів, Ульріх Вессель. Незапланований підрив вибухівки змусив його випустити з рук ручну гранату, внаслідок чого той загинув миттєво.
Гауснер був важко поранений і зазнав понад 40 % опіків тіла та проломлення черепа. Попри рекомендації шведських лікарів, один з яких назвав ідею перевезення Гауснера до Західної Німеччини «чистим смертним вироком», його негайно транспортували і шпиталізували у в'язниці Штаммгайм, яка не мала ані необхідного обладнання, ані спеціалістів для лікування важких опіків. За словами заступника начальника в'язниці Горста Бубека, у Гауснера «не було жодних шансів вижити, що лікарі побачили одразу». 5 травня 1975 року Зігфрід Гауснер помер від набряку легенів.
У документальному фільмі «Стокгольм 75» терорист RAF, також учасник теракту у посольстві, Карл-Гайнц Деллво заявляв, що на момент вибуху поруч з детонатором знаходилися тільки він і Гауснер, і що він знає лише те, що він точно не активовував вибухівку.
Питання поспішного перевезення Гауснера до Німеччини, якість його лікування у Штаммгаймі, а також його подальша смерть призвели до того, що великий відсоток суспільства звинувачував як західнонімецький уряд у його вбивстві, так і шведський уряд, що погодився на екстрадицію, попри важкі поранення терориста.

## Увічнення пам'яті
7 квітня 1977 року RAF вбили генерального прокурора Німеччини Зігфріда Бубака. Внаслідок нападу загинули прокурор та дві особи супроводу. Відповідальність за теракт на себе взяли «Командос Зігфріда Гауснера та Ульріки Майнгоф» (нім. Kommando Siegfried Hausner), названі на знак солідарності і в пам'ять про них. У вересні того ж року загін, названий уже просто «Командос Зігфріда Гауснера», брав участь у викраденні й убивстві німецького промисловця й колишнього офіцера СС Ганса Мартіна Шлеєра.
Терористична група «Фракції Червоної армії», що брала участь в операції «Лев», планувала перейменувати свій підрозділ на «Командос Зігфріда Гауснера», однак теракт провалився.
У 2008 році італійський художник Паоло Норі присвятив Зігфріду Гауснеру своє мозаїчне панно розміром 95×116 сантиметрів, яке презентував на виставці «Бо вогонь не вмирає». Крім Гауснера, Норі також висвітлив свої мозаїчні зображення решти членів RAF, Комуни 2 та Соціалістичного німецького студентського союзу.